# Danylo Beskorovajnyj
Danylo Leonidovyč Beskorovajnyi (in ucraino Данило Леонідович Бескоровайний?; Kryvyj Rih, 7 febbraio 1999) è un calciatore ucraino, difensore del Kryvbas Kryvyj Rih.

## Caratteristiche tecniche
È un difensore centrale.

## Carriera

### Club
Ha giocato nella prima divisione ucraina ed in quella slovacca.

### Nazionale
Con la nazionale Under-20 ucraina ha preso parte al Campionato mondiale di calcio Under-20 2019.

## Palmarès

### Club

#### Competizioni nazionali
- Campionato kazako: 1

Astana: 2022

### Nazionale
- Campionato mondiale Under-20: 1

Polonia 2019